# 森村誠一
森村 誠一（もりむら せいいち、1933年〈昭和8年〉1月2日 - 2023年〈令和5年〉7月24日）は、日本の小説家・作家。元ホテルマンであり、ホテルを舞台にしたミステリー作品を多く発表している。江戸川乱歩賞や日本推理作家協会賞など数々の推理小説の賞を受賞した。

## 経歴・人物

### 生い立ち
埼玉県熊谷市出身。12歳にして、日本で最後の空襲となった熊谷空襲を体験。のちの「反戦平和」の原体験となる。また、この空爆の情景を書かねばならない、記録したいというのが作家を目指した動機にもなっている。。
埼玉県立熊谷商業高等学校卒業後、伯父の紹介で都内の自動車部品会社に勤めるが、商品を輸送中に神田駿河台の坂を車が登れず困っていたところを明治大学生に助けられ、大学生になるのもよいと考え、青山学院大学文学部英米文学科に進学。在学中はハイキング部に所属し、山歩きに熱中した。1年留年したが、1958年に25歳で卒業。

### ホテル勤務
しかし大学卒業時は就職不況時代であったため、希望したマスコミ業界には就職できなかった。英語が得意だったことと、妻が新大阪ホテル（現リーガロイヤルホテル）の重役の姪だったこともあり、同ホテルに就職。1年後に東京の系列ホテルに転勤するが、妻のコネという庇護から逃れるため、その頃オープンしたホテルニューオータニに自力で飛び込み、転職した。ホテル勤務は9年におよぶ。
幼い頃から本の虫で、初めて作家になりたいと思ったのは12歳の時だったが、その思いを強くしたのは千代田区の都市センターホテル勤務時代。目の前に文藝春秋の社屋が完成し、梶山季之や阿川弘之、黒岩重吾、笹沢左保ら当時の流行作家がホテルを定宿にして執筆していた。フロントマンとして度々接していると、そのうち親しくなった梶山が森村に原稿を預け、各社の編集者に渡すよう頼んでくるようになる。そしてその原稿を盗み読みし、続きを自分なりに書いてみると、次第に3本に1本は「俺の方が面白い」と思えて自信を持つようになる。後年梶山にそのことを伝えると「お前は、俺のモグリの弟子だな」と言われたという。
しかしながら、ホテルでの仕事は相変わらず「自分の個性を徹底的に消す」職場環境であり、「鉄筋の畜舎」と感じていた。そんな中、出版社に勤める友人の紹介で総務関係の雑誌にサラリーマン生活に関するエッセーなどを書き始める。

### 作家デビュー
1965年、32歳で『サラリーマン悪徳セミナー』を母親の名前からとった雪代敬太郎というペンネームで出版し、作家デビューする。その後、副業を咎める上司の言葉をきっかけに、34歳でビジネススクールの講師に転職。執筆を続け、青樹社からビジネス書や小説『大都会』を出版するが売れなかった。しかし1969年、「ミステリーを書いてみたら？」と言われて執筆したホテルを舞台にした本格ミステリー『高層の死角』が第15回江戸川乱歩賞を受賞する。翌1970年に刊行した『新幹線殺人事件』が60万部のヒットとなり、推理作家としての道が開ける。1973年、『腐蝕の構造』で第26回日本推理作家協会賞を受賞。
推理小説のシリーズキャラクターとして、棟居弘一良（棟居刑事シリーズ）、牛尾正直（終着駅シリーズ）を生み出している。作品は大半が文庫化され、一躍、ベストセラー作家になった。なお、『人間の証明』は映画化を前提に、角川から依頼されて執筆したもの。その際、角川から「あなたにとって作家の証明となる作品を」と言われたことや、“しょうめい”という音の響きを森村が気に入ったことが題名の由来である。
日本共産党機関紙『赤旗』に連載した『悪魔の飽食』シリーズは、旧日本軍第731部隊の実情を明らかにしたものであると作者が主張したことから話題を呼んだ。また、同シリーズの1982年続・悪魔の飽食で掲載した731部隊蛮行の証拠として掲載した多くの写真が、1912年出版の「明治四十三四年南満州『ペスト』流行誌」の記録写真からの流用であると発覚し、森村誠一は公式に謝罪していることも話題を呼んだ。この資料を基に護憲派として、九条の会の講演会などで発言も行っていた。また、西田敏行、山田洋次、黒柳徹子らと共に「平和のための戦争展」（日本中国友好協会主催）の呼びかけ人を務めていた。
同年代の作家として大藪春彦と交遊があり、森村は大藪の葬式で弔辞を読み上げた。また「思想の違い」を乗り越えて、角川春樹とは同志的連帯感があり、角川が麻薬事件で逮捕された時は、「角川書店の将来を考える会」を自ら主導して結成した。その記録を『イカロスは甦るか―角川事件の死角』として出版した。

### 晩年～死去
21世紀に入り、写真を用いての俳句に関心を持ち、旅行時や散歩時もカメラを持ち歩いている。写真俳句についての著作は『森村誠一の写真俳句のすすめ』（スパイス刊）がある。このことは2006年3月1日付けの朝日新聞「aspara NAXT-AGE」コーナーに掲載された。また、「アスパラ写真俳句塾」審査員も務める。
晩年、老人性うつと認知症の2つの病魔に悩まされたが見事打ち勝った。その闘病の記録「老いる意味」はベストセラーとなった。
2023年7月24日午前4時37分、肺炎のため東京都内の病院で死去した。90歳没。遺言には、家族葬には角川春樹・角川歴彦の兄弟だけを呼んでほしいという言葉があった。

## 発言
- 2015年、平和安全法制成立や改憲を進める安倍晋三政権について、「再び戦争可能な国家にしようとしているが、絶対にいけない。」と批判[20]。また、「組織や権力に庇護されている人間と異なり、国民は自弁というハンディキャップを背負いながら闘っている」と述べた[21]。

## 受賞歴
- 1969年 - 『高層の死角』で第15回江戸川乱歩賞[3]。
- 1973年 - 『腐蝕の構造』で第26回日本推理作家協会賞[3]。
- 1974年 - 『空洞の怨恨』で第10回小説現代ゴールデン読者賞。
- 1976年 - 『人間の証明』で第3回角川小説賞。
- 2004年- 第7回日本ミステリー文学大賞受賞[3]。
- 2008年 - 『小説道場』で第10回加藤郁乎賞。
- 2011年 - 『悪道』で第45回吉川英治文学賞。

## 著書

### 現代小説

#### 棟居刑事シリーズ
- 人間の証明 角川書店 1976年1月 のち文庫、講談社文庫、ハルキ文庫 - 棟居刑事の初登場作品
- 新・人間の証明 カドカワノベルズ 1982年9月 のち文庫、徳間文庫
- 棟居刑事の復讐 カドカワノベルズ 1993年1月
- 棟居刑事の情熱 カドカワノベルズ 1994年11月
- 棟居刑事の殺人の衣裳 双葉社 1995年4月
- 棟居刑事の追跡 実業之日本社 1995年4月
- 棟居刑事の推理 カドカワノベルズ 1995年4月
- 殺人の人脈 中央公論社 1995年7月 改題『棟居刑事の殺人の人脈』
- 棟居刑事のラブアフェア 角川書店 1995年10月 改題『棟居刑事の断罪』
- 棟居刑事の殺人交差路 中央公論社 1996年1月
- 棟居刑事の複合遺恨 双葉社 1996年9年
- 棟居刑事 悪の山 カドカワノベルズ 1996年11月
- 棟居刑事の花の狩人 中央公論社 1997年3月
- 棟居刑事の悪夢の塔 実業之日本社 1997年4月
- 棟居刑事の凶存凶栄 徳間書店 1997年5月
- 棟居刑事の憤怒 角川書店 1997年8月
- 人間の証明 pt.2 狙撃者の挽歌 角川春樹事務所 1997年11月 のち文庫
- 棟居刑事の証明 ハルキノベルズ 1997年12月
- 棟居刑事の凶縁 双葉社 1998年4月
- 棟居刑事の「人間の海」 実業之日本社 1998年7月
- 棟居刑事の黙示録 ハルキノベルズ 1998年12月
- 棟居刑事の黒い祭 双葉社 1999年6月
- 棟居刑事の砂漠の駅 実業之日本社 2000年1月
- 棟居刑事の悪の器 双葉社 2000年4月
- 棟居刑事の東京蛮族 双葉社 2002年4月
- 棟居刑事の東京夜会 双葉社 2003年6月
- 人間の証明21st Century 角川書店 2004年9月
- 棟居刑事の絆の証明 双葉社 2005年6月
- 棟居刑事の荒野の証明 双葉社 2006年4月
- 棟居刑事の一千万人の完全犯罪 祥伝社 2006年9月
- 青春の雲海 中央公論新社 2006年9月 改題『棟居刑事の青春の雲海』 2010年10月 中公文庫
- 棟居刑事の殺人の隙間（スリット） 双葉社 2007年4月
- 棟居刑事の使命の条件 双葉社 2008年4月
- 棟居刑事の恋人たちの聖地 双葉社 2009年6月
- 棟居刑事の代行人（ジ・エージェント） 中央公論新社 2011年6月
- 棟居刑事の見知らぬ旅人 双葉社 2012年4月

#### 証明三部作
- 人間の証明 角川書店 1976年1月 のち文庫、講談社文庫、ハルキ文庫 - 棟居刑事の初登場作品
- 青春の証明 角川書店 1977年4月 のち文庫、ハルキ文庫
- 野性の証明 角川書店 1977年9月 のち文庫、ハルキ文庫

#### 異型シリーズ
- 異型の白昼 サンケイ出版 1977年6月 のち角川文庫、徳間文庫
- 異型の深夜 カドカワノベルズ 1983年4月 のち文庫
- 異型の街角 角川書店 1983年8月
- 殺意の漂流 カドカワノベルズ 1984年10月 のち文庫、徳間文庫、ハルキ文庫

#### 悪魔の飽食シリーズ
- 悪魔の飽食 カッパ・ノベルス 1981年11月 のち角川文庫
- 『悪魔の飽食』ノート 晩聲社 1982年5月
- 続・悪魔の飽食 光文社 1982年7月 のち角川文庫
- 悪魔の飽食 第3部 角川書店 1983年8月 のち文庫
- ノーモア悪魔の飽食 1984年1月 晩聲社

#### 社奴シリーズ
- 社奴 講談社ノベルス 1984年6月 のち文庫
- 社賊 講談社 1985年5月
- 社鬼 集英社文庫 1989年2月

#### 牛尾刑事・事件簿シリーズ
- 駅 集英社 1987年1月 のち文庫、角川文庫 - 牛尾刑事初登場作品
- 街 集英社 1989年2月 のち文庫、光文社文庫、徳間文庫
- 終着駅 カッパ・ノベルス 1989年9月 のち文庫
- 殺人の債権 中央公論社 1994年8月
- 山の屍 カドカワノベルズ 1996年8月 のち文庫、双葉文庫、集英社文庫
- 霧笛の余韻 双葉社 2001年4月 のち文庫
- 悪の条件 双葉社 2004年3月 のち文庫

#### 結婚シリーズ
- マリッジ 角川書店 2001年7月 のち文庫
- 結婚の条件 角川書店 2004年2月 のち文庫

#### シリーズ外

##### 長編
- 大都会 青樹社 1967年8月 のち角川文庫
- 幻の墓 青樹社 1967年11月 のち角川文庫、徳間文庫 改題『連続復讐殺人事件』 サンケイノベルス
- 不良社員群 青樹社 1967年11月 のち角川文庫、ハルキ文庫
- 銀の虚城 青樹社 1968年3月 のち角川文庫、ハルキ文庫
- 蒼い高峰群 青樹社 1968年9月 のち角川文庫、中公文庫 改題『分水嶺』
- 高層の死角 講談社 1969年8月 のち文庫、角川文庫、ハルキ文庫
- 虚無の道標 青樹社 1969年1月 のち角川文庫、ハルキ文庫
- 虚構の空路 講談社 （ロマン・ブックス） 1970年3月 のち文庫、角川文庫、ハルキ文庫
- 新幹線殺人事件 カッパ・ノベルス 1970年8月 のち角川文庫、光文社文庫、ハルキ文庫
- 非常都市 実業之日本社 （ホリデー・フィクション） 1971年
- 東京空港殺人事件 カッパ・ノベルス 1971年1月 のち文春文庫、角川文庫、講談社文庫、光文社文庫
- 密閉山脈 講談社 （乱歩賞作家書下しシリーズ） 1971年2月 のち文庫、角川文庫、中公文庫
- 超高層ホテル殺人事件 カッパ・ノベルス 1971年7月 のち角川文庫、光文社文庫、ハルキ文庫
- 日本アルプス殺人事件 カッパ・ノベルス 1972年5月のち角川文庫、光文社文庫、ハルキ文庫、中公文庫
- 腐蝕の構造 毎日新聞社 1972年11月 のち講談社文庫、双葉文庫 - 第26回日本推理作家協会賞受賞
- 真昼の誘拐 カッパ・ノベルス 1973年2月 のち角川文庫、光文社文庫、ハルキ文庫、徳間文庫
- 鉄筋の畜舎 講談社 1973年3月 のち文庫、角川文庫
- 恐怖の骨格 講談社 1973年10月 のち文庫、角川文庫、徳間文庫
- 暗黒流砂 ノン・ノベル 1973年12月 のち角川文庫、講談社文庫、徳間文庫
- 悪夢の設計者 カッパ・ノベルス 1974年3月 のち角川文庫、光文社文庫、徳間文庫
- 星のふる里 中央公論社 1974年3月 のち文庫、角川文庫、集英社文庫、ハルキ文庫
- 霧の神話 ノン・ノベル 1974年8月 のち角川文庫、ハルキ文庫、徳間文庫
- 黒魔術の女 カッパ・ノベルス 1974年8月 のち角川文庫、光文社文庫、ハルキ文庫、徳間文庫
- 夕映えの殺意 トクマ・ノベルズ のち角川文庫、講談社文庫、徳間文庫
- 虹への旅券 講談社 1975年3月 のち文庫、角川文庫
- 鍵のかかる棺 新潮社 1975年4月 のち文庫、角川文庫、徳間文庫
- 指名手配 カッパ・ノベルス 1975年6月 のち角川文庫、光文社文庫、ハルキ文庫、徳間文庫
- 偽造の太陽 ジョイ・ノベルス のち角川文庫、講談社文庫、中公文庫
- 黒い墜落機 カッパ・ノベルス 1976年2月 のち角川文庫、光文社文庫、徳間文庫、集英社文庫
- 誘鬼燈 文藝春秋 1976年4月 のち文庫、角川文庫、徳間文庫
- 蟲の楼閣 ノン・ノベル のち角川文庫、徳間文庫
- 森村誠一長編推理選集 全14巻 講談社 1976-1977年
- 花の骸 講談社 1977年1月 のち文庫、角川文庫、ハルキ文庫
- 凶水系 実業之日本社 1977年6 角川文庫、新潮文庫、徳間文庫
- 悪しき星座 新潮社 1978年3月 のち文庫、徳間文庫
- カリスマの宴 文藝春秋 1978年4月 のち角川文庫、文春文庫、中公文庫
- 死媒蝶 講談社 1978年9 のち文庫、角川文庫
- 致死海流 カッパ・ノベルス 1978年6月 のち新潮文庫、光文社文庫、徳間文庫
- 白の十字架 角川書店 1978年9月 のち文庫、光文社文庫
- 致死眷属 講談社 1979年4月 のち文庫、角川文庫、ハルキ文庫
- 死定席 角川書店 1979年6月 のち文庫、中公文庫、徳間文庫
- 凶通項 カッパ・ノベルス 1979年11月 のち角川文庫、光文社文庫、徳間文庫、集英社文庫
- 火の十字架 角川書店 1980年1月 のち文庫、中公文庫
- 太陽黒点 講談社 1980年3月 のち文庫、角川文庫
- 致死連盟 カッパ・ノベルス 1986年5月 のち角川文庫、講談社文庫
- 空洞星雲 講談社 1980年7月 のち文庫、角川文庫
- 凄愴圏 講談社 1980年11月 のち文庫、角川文庫、中公文庫
- 致死家庭 文藝春秋 1980年12月 のち文庫
- 黒の十字架 角川書店 1981年1月 のち文庫
- 日蝕の断層 カッパ・ノベルス 1981年7月 のち角川文庫
- 捜査線上のアリア 講談社 1981年8月 のち文庫
- 死の器 カドカワノベルズ 1981年11月 のち文庫、講談社文庫
- 神より借りた砂漠 講談社ノベルス 1982年5月 のち文庫
- 暗渠の連鎖 文藝春秋 のち文庫
- 垂直の死海 講談社ノベルス 1983年5月 のち文庫
- 悪の戴冠式 カドカワノベルズ 1983年11月 のち文庫
- 流氷の夜会 カッパ・ノベルス 1984年4月 のち光文社文庫、角川文庫
- 螺旋状の垂訓 講談社ノベルス 1985年1月 のち文庫
- 初恋物語 角川文庫 1985年6月 のち光文社文庫
- 伝説のない星座 カッパ・ノベルス 1985年7月 のち文庫、ハルキ文庫、徳間文庫
- 銀河鉄道殺人事件 講談社ノベルス 1985年8月 のち文庫、ハルキ文庫
- 暗黒星団 文藝春秋 1985年9月 のち文庫、ハルキ文庫、中公文庫、徳間文庫
- 青春の神話 光文社文庫 1985年9月 のち講談社文庫
- 新・オリエント急行殺人事件 カドカワノベルズ 1985年11月 のち文庫
- 新・新幹線殺人事件 新潮社 1985年12月 のち文庫、ハルキ文庫、光文社文庫
- 虹に立てる叛旗 カッパ・ノベルス 1986年1月 改題『青春の反旗』光文社文庫
- 純愛物語 角川文庫 1986年3月 のち講談社文庫
- 君に白い羽根を返せ カドカワノベルズ 1986年11月 のち文庫、改題『復讐の花期』講談社文庫
- 死海の伏流 文藝春秋 1986年12月 のち文庫
- 腐蝕花壇 新潮社 1987年3月 のち文庫、角川文庫
- 恋人関係 カドカワノベルズ 1987年6月 のち文庫
- 白夜の虹 講談社ノベルス 1987年6月 改題『夜の虹』文庫
- 完全犯罪の使者 カッパ・ノベルス 1987年9月 のち光文社文庫
- 虹色の青春祭 カドカワノベルズ 1987年9月 のち文庫、徳間文庫
- 雲海の鯱 カドカワノベルズ 1987年11月 のち文庫、集英社文庫
- 狙撃者の悲歌 講談社ノベルス 1988年3月 のち文庫
- 黒い神座 毎日新聞社 1988年5月 のち角川文庫、光文社文庫、徳間文庫、ハルキ文庫
- 青春の供花 講談社 1988年9月 改題『明日なき者への供花』文庫
- 終列車 カッパ・ノベルス 1988年1月 のち文庫
- 悪魔の圏内 実業之日本社 1988年12月 のち角川文庫、光文社文庫
- 星の陣 カッパ・ノベルス 1989年1月 のち文庫、角川文庫
- 未踏峰 集英社 1989年5月 のち文庫、角川文庫、徳間文庫
- 背徳の詩集 講談社 1989年9月 のち文庫
- 深海の迷路 角川文庫 1989年1月
- 死刑台の舞踏 カッパ・ノベルス 1990年4月 のち徳間文庫、祥伝社文庫
- 都市の遺言 ノン・ノベル 1990年7月 のち新潮文庫、徳間文庫
- 人間の十字架 角川書店 1990年10月 のち文庫、光文社文庫
- 暗黒凶像 講談社 1990年12月 のち文庫
- 森村誠一長編推理選集＜第二期＞ 全10巻 講談社
- 生前情交痕跡あり カドカワノベルズ 1991年3月 のち文庫、光文社文庫
- 凍土の狩人 カッパ・ノベルス 1991年3月 のち文庫
- 異端者 人間の十字架part 2 角川書店 1991年5月 のち文庫
- ミッドウェイ 血と海の伝説 文藝春秋 1991年6月 のち文庫、改題『血と海の伝説』ハルキ文庫
- 窓 集英社 1991年10月 のち文庫、光文社文庫
- 猫型の宇宙 カドカワノベルズ 1991年11月 改題『殺人の赴任』文庫
- 死都物語 カッパ・ノベルス 1992年1月 のち光文社文庫
- 殺人の祭壇 講談社 1992年5月 のち文庫
- 死叉路 祥伝社 1992年6月 のち集英社文庫
- 殺人の債権 中央公論社 1992年9月 のち文庫
- 碧の十字架 カドカワノベルズ 1992年11月 のち文庫
- 誇りある被害者 カッパ・ノベルス 1992年12月 のち文庫
- 夜行列車 講談社 1992年12月 のち文庫
- 殺人株式会社 カドカワノベルズ 1993年2月 のち文庫、光文社文庫
- ファミリー 角川ホラー文庫 1993年4月
- 殺人の花客 講談社 1993年5月 のち文庫
- 天の白骨 ノン・ノベル 1993年7月 のち角川文庫
- 灯 集英社 1993年10月 のち文庫
- 凶隣関係 1993年10月 立風書房
- 七日間の休暇 立風書房 1993年10月
- 殺人の詩集 講談社 1993年11月 のち文庫
- 砂漠の暗礁 実業之日本社 1993年11月
- 星の旗 カッパ・ノベルス 1994年10月 のち文庫、角川文庫
- 夢の原色 角川書店 1995年6月 のち文庫、講談社文庫
- 星の町 講談社 1995年9月 改題『流星の降る町』文庫
- 路 カッパ・ノベルス 1995年12月 のち文庫、集英社文庫、角川文庫
- 壁の目 新・文学賞殺人事件 祥伝社 1996年7月 のち文庫、集英社文庫
- ホームアウェイ 講談社文庫 1996年1月
- エンドレスピーク はるかな嶺 角川春樹事務所 1996年11月 のち文庫、光文社文庫
- 雪煙 カッパ・ノベルス 1996年12月 のち文庫、講談社文庫
- ラストファミリー 角川mini文庫 1997年3月
- 死者の配達人 祥伝社 1997年7月 のち文庫
- 勇者の証明 カッパ・ノベルス 1998年1月 のち文庫、角川文庫
- 砂漠の喫茶店 実業之日本社 1999年3月 のち中公文庫
- 神の心音 講談社 1999年6月
- ガラスの恋人 小学館 1999年8月 のち文庫
- 偽完全犯罪 光文社文庫 1999年9月
- 破婚の条件 幻冬舎 1999年10月 のち文庫
- ガラスの密室 カッパ・ノベルス 1999年10月 のち文庫
- 笹の墓標 カッパ・ノベルス 2000年5月 のち文庫、小学館文庫
- 夢魔 祥伝社 2000年7月
- 殺人倶楽部 ハルキ文庫 2000年8月
- エネミイ 講談社 2000年9月 のち文庫
- レッドライト 実業之日本社 2001年3月 のち文春文庫
- 名誉の条件 カッパ・ノベルス 2001年8月 のち文庫
- 犯罪同盟 実業之日本社 2001年11月 のち中公文庫
- 魔痕 徳間書店 2002年2月 のち文庫
- 夜明けのコーヒーを君と一緒に 実業之日本社 2002年9月 のちハルキ文庫
- タクシー 角川書店 2001年11月 のち文庫
- 人間の条件 幻冬舎 2003年3月 のち文庫
- 誉生の証明 カッパ・ノベルス 2003年7月
- コールガール 幻冬舎 2003年11月 のち文庫
- 炎の条件 小学館 2003年11月 のち文庫 - 棟居刑事と牛尾刑事 登場
- 純白の証明 中央公論新社 2004年8月
- 正義の証明 幻冬舎 2004年11月 のち文庫
- ビジョン 実業之日本社 2005年4月 改題『ビジョンの条件』
- 魂の切影 光文社 2005年7月 のち文庫
- 野性の条件 角川書店 2006年3月 のち文庫
- 氷の人形（アイス・ドール） 幻冬舎 2006年7月
- 青春の守護者 角川書店 2007年7月
- 復活の条件 光文社 2007年9月
- 青春の条件 角川春樹事務所 2007年12月
- 純愛の証明 実業之日本社 2007年12月
- 青春の十字架 中央公論新社 2008年7月
- 新・野性の証明 角川書店 2009年3月
- サランヘヨ（愛する）北の祖国よ 光文社 2011年4月、改題『愛する我が祖国よ』中公文庫 2020年
- 祈りの証明 3年11の奇跡 角川書店 2014年2月 のち文庫。棟居刑事・牛尾刑事 登場ISBN 978-4041052075
- 戦友たちの祭典 中央公論新社 2017年2月 のち文庫

##### 中・短編集
- むごく静かに殺せ 青樹社 1969年7月 のち角川文庫
- 企業特訓殺人事件 青樹社 1970年5月 のち角川文庫、改題『死線の風景』光文社文庫、ハルキ文庫
- 挫折のエリート 青樹社 1970年11月 のち角川文庫、中公文庫
- 殺意の盲点 潮出版社 1971年4月 のち角川文庫
- 殺意の接点 講談社 1971年5月 のち文庫、改題『死の軌跡』集英社文庫、徳間文庫
- 通勤快速殺人事件 サンケイノベルス 1971年8月 のち角川文庫、文春文庫、ハルキ文庫
- 文学賞殺人事件 サンケイノベルス 1971年10月 のち徳間文庫、改題『影の分岐』講談社文庫
- レジャーランド殺人事件 講談社 1971年11月 のち文庫、改題『殺意の旅愁』双葉文庫
- 中禅寺湖心中事件 サンケイノベルス 1972年1月 のち飛天文庫
- 黒の事件簿 講談社 1972年1月 のち文庫、角川文庫、双葉文庫
- 憎悪渓谷 サンケイノベルス 1972年3月 のち徳間文庫、改題『堕ちた山脈』中公文庫
- 殺意の逆流 講談社 1972年7月 のち文庫
- 殺人花壇 サンケイノベルス 1972年7月 のち徳間文庫、改題『魔性ホテル』集英社文庫、中公文庫
- 精神分析殺人事件 カッパ・ノベルス 1972年11月 のち角川文庫
- 単位の情熱 サンケイノベルス 1973年5月 のち徳間文庫
- 情熱の断罪 講談社 1973年8月 のち文庫
- 残酷な視界 講談社 1974年6月 のち角川文庫、講談社文庫
- 夢の残虐 角川文庫 1974年9月
- 殺意の重奏 中公文庫 1974年11月
- 肉食の食客 講談社 1974年12月 のち文庫、改題『赤い蜂は帰った』集英社文庫
- 空洞の怨恨 講談社 1975年4月 のち文庫、双葉文庫、改題『うぐいす殺人事件』集英社文庫
- 科学的管理法殺人事件 1975年5月 角川文庫 のち双葉文庫
- 歪んだ空白 1975年5月 角川文庫
- 裂けた風雪 1975年10月 講談社文庫
- 終身不能囚 講談社 1975年11月 のち文庫
- 姦の毒 講談社文庫 1976年1月
- 殺意の盲点 角川文庫 1976年1月
- 異常の太陽 1976年5月 新潮文庫
- 森村誠一自選傑作短篇集 1976年6月 読売新聞社
- 完全犯罪の座標 講談社 1976年6月のち文庫
- 砂の碑銘 ジョイ・ノベルス 1976年9月 のち角川文庫
- 死導標 カッパ・ノベルス 1976年12月 のち講談社文庫、光文社文庫、角川文庫
- 魔少年 講談社文庫 1976年12月 のち角川文庫
- 青の魔性 新潮文庫 1977年1月 のち角川文庫
- 雪の蛍 光文社 1977年6月
- 森村誠一短編推理選集 全15巻 講談社
- 死紋様 文藝春秋 1979年7月 のち文庫
- 相死相愛 講談社 1979年8月
  - 分冊 相死相愛 1983年8月 講談社文庫、角川文庫
  - 分冊 解体死書 1983年10月 講談社文庫、角川文庫
- 凶学の巣 新潮社 1981年9月 のち文庫
- シンデレラスター殺人事件 角川文庫 1985年2月
- 魚葬 新潮社 1985年4月 のち文庫、角川文庫
- 花刑 講談社 1985年6月 のち文庫、角川文庫
- 白昼の死線 広済堂文庫 1986年3月 のち角川文庫
- 暗渠の牧場 講談社ノベルス 1986年4月 改題『蜜葬』文庫、徳間文庫
- 影の祭り 光文社カッパ・ノベルス 1987年3月 のち文庫、講談社文庫
- 失われた岸壁 集英社文庫 1987年5月
- 殺人の主題歌 角川文庫 1987年6月
- 死の軌跡 集英社文庫 1988年3月
- 殺人プロムナード 角川文庫 1988年6月
- 地屍 集英社文庫 1988年8月
- 犯罪グルメへの招待 角川文庫 1989年2月
- 殺意の旅愁 天山文庫 1990年1月
- 白き高峰の殺意 天山文庫 1991年2月
- 復讐の跫 ケイブンシャ文庫 1991年3月
- 殺意を飼う女 天山文庫 1991年5月
- 死を描く影絵 光文社 1991年5月 のち文庫、講談社文庫
- 士魂の音色 新潮社 1991年7月 のち文庫
- 殺意と遊ぶ少年 天山文庫 1991年11月
- 殺人の組曲 角川文庫 1992年3月
- 殺人のカルテ 天山文庫 1992年6月
- 不倫期 立風書房 1993年5月
- 虚構の家族 立風書房 1993年5月
- 静かなる発狂 立風書房 1993年6月
- 窓際の呪術 立風書房 1993年6月
- 侵略夫人 立風書房 1993年7月
- 電話魔 立風書房 1993年7月
- 人間溶解 立風書房 1993年8月
- 盗まれた密室 立風書房 1993年8月
- 不信 立風書房 1993年9月
- 初夜の陰画 立風書房 1993年9月
- 殺人のスポットライト 講談社 1994年10月 のち文庫、光文社文庫
- 魔犬 集英社文庫 1995年4月
- 完全犯罪のエチュード 講談社ノベルス 1997年2月 のち文庫、光文社文庫
- 感染都市 幻冬舎文庫 1997年11月
- 殺人観光地図 幻冬舎文庫 1998年4月
- 枕に足音が聞こえる 角川文庫 1998年8月 改題『殺意の造型』講談社文庫
- 殺人劇場 KSS出版 1998年8月
- 姦の風景 幻冬舎文庫 1998年10月
- 魔性の群像 徳間書店 1999年2月 のち文庫
- 魔性の季節 幻冬舎文庫 1999年4月
- 法王庁の帽子 カッパ・ノベルス 2000年11月 のち文庫、文春文庫
- マーダー・リング 講談社 2001年7月 のち文庫
- 海の斜光 カッパ・ノベルス 2001年11月 のち文春文庫
- ラストファミリー 角川ホラー文庫 2002年9月
- 人間の天敵 文藝春秋 2004年5月 のち文庫
- 喪失 徳間書店 2007年1月
- 怒りの樹精 岩崎書店 2007年3月
- 遺書配達人 徳間書店 2010年5月 のち文庫 各編に棟居刑事登場する棟居刑事外伝
- 雪の絶唱 光文社文庫 2010年11月
- 空白の凶相 光文社文庫 2010年12月
- 北ア山荘失踪事件 光文社文庫 2011年1月
- 遡死水系 光文社文庫 2011年2月
- 空洞の怨恨 光文社文庫 2011年3月
- 鬼子母の末裔 光文社文庫 2011年4月
- 二重死肉 光文社文庫 2011年5月

### 時代・歴史小説

#### 青春の源流シリーズ
- 青春の源流 源流篇 講談社 1983年11月 のち文庫、角川文庫
- 青春の源流 激流篇 講談社 1983年12月 のち文庫、角川文庫
- 青春の源流 本流篇 講談社 1984年2月 のち文庫、角川文庫
- 青春の源流 遡行篇 講談社 1984年3月 のち文庫、角川文庫

#### 非道人別帳シリーズ
1. 悪の狩人 文藝春秋 1994年9月 のち文庫
2. 毒の鎖 文藝春秋 1994年12月 のち文庫
3. 邪恋寺 文藝春秋 1995年5月 のち文庫
4. 悪夢の使者 文藝春秋 1996年3月 のち文庫
5. 紅毛天狗 文藝春秋 1997年3月 のち文庫
6. 流行心中 文藝春秋 1998年9月 のち文庫
7. 地獄坂 文藝春秋 1999年8月 のち文庫
8. 敗者の武士道 文藝春秋 2000年11月 のち文庫

#### 人間の剣シリーズ
- 人間の剣 幕末維新篇 光文社 1991年9月 のち文庫、中公文庫
- 人間の剣 昭和動乱篇 光文社 1995年10月 のち中公文庫
- 人間の剣 戦国編 読売新聞社 1999年2月 のち中公文庫
- 人間の剣 江戸編 中央公論新社 2001年1月 のち文庫

#### 刺客請負人シリーズ
- 刺客請負人 新潮社 1997年11月 のち中公文庫
- 死神の町 新潮社 2001年10月 のち中公文庫
- 闇の処刑人 新潮社 2001年10月 のち中公文庫
- 闇の陽炎衆 中央公論新社 2009年2月
- 江戸悪党改め役 中央公論新社 2009年9月

#### 暗殺請負人シリーズ
- 刺客街 幻冬舎 2008年7月
- 刺客往来 幻冬舎 2009年3月
- 刺客大名 幻冬舎 2012年1月

#### 虹の刺客シリーズ
- 虹の刺客 小説・伊達騒動 朝日新聞社 1993年10月 のち文庫、講談社文庫
- 虹の生涯 新人物往来社 2004年3月
- 月光の刺客 実業之日本社 2010年1月

#### 元禄赤穂事件もの
- 真説忠臣蔵（不義士の荊門） 新潮社 1983年4月 のち光文社文庫 - 吉良が昵懇だった隣の本多長員 邸に逃れ天寿を全う、高田郡兵衛ら第二陣の討ち入りも本多邸前で全滅する。
- 忠臣蔵  朝日新聞社 1986年1月 のち角川文庫、講談社文庫、朝日文庫、徳間文庫 - 1989年にテレビ東京で正月の「12時間超ワイドドラマ」として映像化。
- 吉良忠臣蔵 角川書店 1988年11月 のち文庫、集英社文庫 - 義央を守る武士（義士）と広島・米沢の改易を狙う柳沢を描く、吉良・上杉サイド視点の元禄赤穂事件 。

#### 悪道シリーズ
- 悪道 講談社 2010年8月 - 第45回吉川英治文学賞受賞作
- 悪道 西国謀反 講談社 2011年10月
- 悪道 御三家の刺客 講談社 2013年7月
- 悪道 五右衛門の復讐 講談社 2015年9月
- 悪道 最後の密命 講談社 2017年9月

#### シリーズ外
- 刺客の花道 文藝春秋 1988年10月 のち文庫
- 太平記 巻ノ1-6 角川書店 1991-1994年 のち文庫
- 密閉城下 中央公論社 1991年12月 のち文庫、徳間文庫
- 新選組 朝日新聞社 1992年1月 のち文庫
- 平家物語 全6巻 小学館 1994-1996年 のち文庫
- 地果て海尽きるまで 小説チンギス汗 角川春樹事務所 2000年12月 のち文庫
- 休眠用心棒 中公文庫 2008年7月
- 武士の尾 幻冬舎 2008年11月
- 刺客長屋 祥伝社 2009年7月
- 派遣刺客 朝日文庫 2009年10月

### 自伝
- 遠い昨日、近い昔 バジリコ 2015年12月 (現在は角川文庫から2019年2月に出版)

### 小説以外（ビジネス書・エッセイ等）
- サラリーマン悪徳セミナー 池田書店 1965年 のち角川文庫
- マジメ社員無能論 日本文芸社, 1966年
- 反骨の思想 日本文芸社 1966年 のち角川文庫
- 発奮しよう成功しよう 日本文芸社, 1967年
- 選ばれる社員になる法 雪代敬太郎名義 日本文芸社, 1967年
- ビジネス葉隠 佑啓社 1967年 のち角川文庫
- こんな社員は失格する 日本文芸社 1968年 のち角川文庫
- 勝ち残るビジネスマン 双葉新書 1969年
- 明日に向かって 人間らしく生きる 修養団出版部 1972年
- ロマンの寄木細工 講談社 1975年 のち文庫
- ピラミッド社会の底辺から 講談社 1975年 のち文庫
- 米ソ大平原特急 日本交通公社出版事業局 1976年9月
- 使われる技術 ごま書房・ゴマブックス 1977年7月
- 経営学入門 ごま書房・ゴマブックス 1977年8月
- ロマンの切子細工 角川書店 1978年 のち文庫
- ロマンの象牙細工 講談社 1981年2月 のち文庫
- たったひとりからの発想 証明の原型 講談社 1984年3月 のち文庫
- 「日本国憲法」の証明 現代史出版会 1984年3月 のち徳間文庫
- 日本国憲法前文―ソノシートとカラー写真集でつづる あけび書房 1984年
- ケルンの一石 晩声社 1986年5月
- ロマンの珊瑚細工 講談社 1988年12月
- 裁かれた七三一部隊（編）晩声社 1990年
- 自由とロマンの共和国 新日本出版社 1991年4月
- 「嗚呼、忠臣サラリーマン」考 PHP文庫 1991年12月
- 夢とロマンの共和国 講談社 1994年4月
- イカロスは甦るか 角川事件の死角（編著）こうち書房 1994年
- 老いのエチュード 角川春樹事務所 1995年10月 のち文庫
- 男のサイズ 男の"器"を大きくするためのアドバイス ごま書房 1997年11月
- 人生は誰も教えてくれない PHP研究所 1999年3月
- 人生の証明 出すぎる杭は打たれない 文化創作出版 2000年2月
- 煌く誉生 講談社 2002年3月
- 作家の条件 講談社 2004年3月
- 作家の証明 角川書店 2004年8月
- 森村誠一の写真俳句のすすめ スパイス 2005年12月
- 写真俳句の愉しみ スパイス 2006年4月
- 写真俳句の旅 スパイス 2006年11月
- 文芸の条件 講談社 2007年3月
- 小説道場 小学館 2007年10月
  - 改題・分冊 小説の書き方 小説道場 実践編 角川oneテーマ21 2009年4月
  - 改題・分冊 作家とは何か 小説道場 総論 角川oneテーマ21 2009年4月
- 忘れかけていた人生の名言・名句 角川春樹事務所 2008年11月
- 創作の拠点 講談社 2009年11月
- 永遠の青春性 西川徹郎文學館 2010年1月 - 森村誠一の歴史的講演「永遠の青春性-西川文学と人生」を完全収録
- 老いる覚悟 KKベストセラーズ 2011年5月
- 五十歳でも老人 八十歳でも青年 ベストセラーズ 2012年3月
- 老いる意味 うつ、勇気、夢 中公新書ラクレ 2021年2月

### 共著
- ノン ニュークリアエイジ―戦争の記憶・未来への希望 本島等・柴野徹夫共著 こうち書房 1995年
  - のち「私たちは戦争が好きだった」朝日文庫 2000年
- ヒマラヤ物語 角川春樹事務所 1996年11月 榎木孝明との画文集
- 人生・成熟へのヒント 「折り返し」からの幸福生活学 堀田力共著 PHP研究所 1996年12月
- 友よ、白い花を 21世紀へのカンタータ『悪魔の飽食』池辺晋一郎共著 大月書店 1997年
- 人生後半の愉しみ方 PHP研究所 2001年7月 堀田力共著(2005年5月に定年上手 人生後半の設計図―あるのとないのと、どうちがう？と改題しPHP文庫から出版)
- 価値ある生き方のヒント PHP研究所 2003年10月 堀田力共著

- 60歳からの「生きる意味」 PHP研究所 2006年1月 堀田力共著

### CDブックス
- 日本国憲法前文と九条の歌―CDブックス （あけび書房、2004年） ISBN 4871540510
  - うた：きたがわてつ、寄稿：早乙女勝元・ジェームス三木、写真：田辺順一 。

### 作家論
- 山前譲編『森村誠一読本』KSS出版、1998年 作品2篇＋エッセーも収録
- 成田守正『「人間の森」を撃つ 森村誠一 作品とその時代』田畑書店、2018年
  - 講談社での担当編集者による作品論

## 映像化作品

### テレビドラマ

#### 連続ドラマ
- 毎日放送
  - 『森村誠一シリーズ』
    - 腐蝕の構造 主演 : 島田陽子 製作 : 毎日放送、東映 （1977年）
    - 暗黒流砂 主演 : 北大路欣也 製作 : 毎日放送、三船プロ （1977年）
    - 人間の証明 主演 : 高峰三枝子 製作 : 毎日放送、東映 （1978年）
    - 青春の証明 主演 : 緒形拳 製作 : 毎日放送、三船プロ （1978年）
    - 野性の証明 主演 : 林隆三 製作 : 毎日放送、東映 （1979年）
- フジテレビ
  - 人間の証明 主演 : 竹野内豊 製作 : フジテレビドラマ制作センター （2004年）
  - 街 主演：愛川欽也 製作：フジテレビ、共同テレビ　（第一話：1989年、第二話：1990年、第三話：1991年）
- テレビ東京
  - 刺客請負人 主演：村上弘明 製作：テレビ東京、松竹（第1シリーズ：2007年、第2シリーズ：2008年）

#### 2時間ドラマ
- 日本テレビ

- TBS
  - 『月曜ドラマスペシャル』
    - フォトグラファー桜井美由紀 主演 : とよた真帆 製作 : G・カンパニー、TBS
    - ファミリー 主演 : とよた真帆 製作 : G・カンパニー、TBS

  - 『月曜ミステリー劇場』
    - 棟居刑事シリーズ 主演 : 中村雅俊 製作 : TBS、G・カンパニー

  - 『月曜ミステリー劇場』 ⇒ 『月曜ゴールデン』
    - 森村誠一サスペンスシリーズ 主演 : 根津甚八（第1作） ⇒ 三浦友和（第2作 ‐ 第7作） 製作 : TBS、スイート･ベイジル

  - 『月曜ゴールデン』
    - 正義の証明 主演 : 吉田栄作 製作 : 俳優座、TBS
    - 魔性の群像 刑事・森崎慎平 主演：小泉孝太郎 製作：俳優座、TBS

  - 『月曜名作劇場』
    - おくのほそ道迷宮紀行 主演 : 中村梅雀 製作 : テレパック、TBS

- フジテレビ
  - 『金曜ドラマシアター』
    - 人間の証明 主演 : 石黒賢 製作 : フジテレビ、共同テレビ

  - 『金曜プレステージ』
    - 破婚の条件 主演 : 稲森いずみ 製作：フジテレビ、国際放映
    - 捜査線上のアリア 主演：若村麻由美 製作：フジテレビ、国際放映
    - マリッジ 主演：国仲涼子 製作：フジテレビ、国際放映
    - 孤独の密葬〜翻訳家の殺人推理〜 主演：木村佳乃
    - 流氷の夜会 主演：伊藤蘭

  - 『赤と黒のゲキジョー』
    - 海の斜光 主演：浅野ゆう子 製作：フジテレビ：ザ・ワークス

- テレビ朝日
  - 『土曜ワイド劇場』
    - 超高層ホテル殺人事件 主演：田村正和 製作：テレビ朝日、東映
    - 森村誠一の異常の太陽 主演：岸部一徳 製作：テレビ朝日、国際映画
    - 森村誠一の凶学の巣 主演：小野寺昭 製作：テレビ朝日、東京映画
    - 森村誠一の高層の死角 主演：高橋英樹 製作：テレビ朝日、東映
    - 終着駅シリーズ 主演 : 露口茂（第1作 ‐ 第4作） ⇒ 片岡鶴太郎（第5作 ‐ ） 製作 : テレビ朝日、東映
    - 棟居刑事シリーズ 主演 : 佐藤浩市 製作 : テレビ朝日、東宝
    - 新・棟居刑事シリーズ 主演 : 東山紀之 製作 : テレビ朝日、東宝
    - 密閉山脈 主演 : 加藤剛 製作 : テレビ朝日、俳優座

  - 『火曜ミステリー劇場』
    - 超高層ホテル殺人事件 主演：小野寺昭 製作：テレビ朝日

  - 『日曜プライム』
    - 私刑人～正義の証明 主演：遠藤憲一 製作：テレビ朝日

- テレビ東京
  - 『女と愛とミステリー』
    - 人間の証明2001 主演 : 渡辺謙 製作 : テレビ東京、BSジャパン、トスカドメイン

  - 『水曜ミステリー9』
    - 刑事の証明 主演 : 村上弘明 製作 : テレビ東京、BSジャパン、国際放映（第1作）、俳優座（第2作以降）

#### スペシャルドラマ
- テレビ朝日
  - 人間の証明 主演：藤原竜也 製作：テレビ朝日、東映 （2017年4月2日）

#### その他 テレビドラマ
- テレビ朝日
  - 傑作推理劇場
    - 魔少年 （1980年7月21日）
    - 雪の蛍 （1981年8月11日）

  - 土曜ワイド劇場
    - 新幹線殺人事件

### 映画
- 超高層ホテル殺人事件 主演 : 近藤正臣 製作 : 野村芳樹 （1976年）
- 人間の証明 主演 : 松田優作 製作 : 角川春樹 （1977年）
- 野性の証明 主演 : 高倉健 製作 : 角川春樹 （1978年）
- 蒼き狼 〜地果て海尽きるまで〜 主演 : 反町隆史 製作 : 角川春樹、千葉龍平 （2007年）

## 出演

### TV
- 久米書店 〜ヨクわかる!話題の一冊〜（2016年1月3日、BS日テレ）[22]

### CM
- 角川書店 角川文庫ミステリーフェア GUILTY篇（高木彬光、横溝正史と出演、1978年）[23]